# Caroline Brisset
Caroline Brisset est une artiste plasticienne française, née en 1988.

## Biographie
Caroline Brisset naît en France en 1988.
Elle se forme aux Beaux-Arts de Rennes, où elle dirige un atelier. Elle a résidé et travaillé à Nantes, Bruxelles, Liège, puis s'installe dans un atelier à Marseille, en 2018, où elle travaille le métal sous forme de sculptures représentant majoritairement le genre humain.
Elle est aussi désigneuse, sculptrice, tatoueuse et performeuse.

« Je cherche cette contradiction entre l’acte et la forme et tente, à travers mes œuvres, de percevoir cette dualité qu’offre la matière, à la fois discontinue, fragile, pleine de vide et très dense, lourde et pesante. »

— Caroline Brisset

## Œuvres
Caroline Brisset expose notamment ses sculptures à la galerie Acabas à Paris ainsi qu'à la galerie Art Thema à Bruxelles,,, dont Comme une image I et Comme une image II,.
Parmi certaines de ses réalisations monumentales, l'on trouve :
James Dean, réalisée avec de la carrosserie d'automobiles accidentées ;
En 2013, à Rennes
- De l’Eau, du Plomb et du Sel ;
- Time machine ;
- Orgue de Pluie ;

En 2013, à Parisexposition permanente à l'Fondation Imagine ;
En 2018
- War[2], une  série de sculptures dans le cadre du centenaire de la Première Guerre mondiale ;
- Le Poilu[8],[9], statue également réalisée pour la commémoration du centenaire de la Première Guerre mondiale, à Liège ;
- la figure de proue du navire Death Shadow ;
- le Camille award (en) (anciennement Grand Scores Awards), trophée spécial décerné à Ennio Morricone[10], en 2020 ;

En 2019Blue Whale Heart (Cœur de baleine bleue) (2,70 m), réalisé avec des pièces de carrosserie d'automobiles ;
En 2021The Cloud Kisser, (L'Homme qui flirtait avec les nuages) (6 m), statue monumentale de l'aviateur Roland Garros,, installée sur le parvis du stade éponyme ;
En 2022Lemmy Kilmister (12 m), inauguré le 24 juin 2022, par Phil Campbell et Mikkey Dee, lors de la quinzième édition du Hellfest, à l'issue du concert de Scorpions, le nouveau mémorial du site remplace le précédente, abîmé ; cette statue en métal contient une partie des cendres de l'artiste, envoyée par la famille de Lemmy à Ben Barbaud, selon les volontés du défunt,,,.

## Cinéma
Un court-métrage documentaire est tourné par le réalisateur Harun Hazar, lors de la fabrication de James Dean ; il est diffusé au Women's Film Festival de Christ Church (Philadelphie, États-Unis) en septembre 2021.